# Liste der Nintendo-Switch-Spiele/O
| Titel                                                  | Entwickler                          | Herausgeber                                     | Genre                 | Handel | Veröffentlichung D/A/CH                       |
| ------------------------------------------------------ | ----------------------------------- | ----------------------------------------------- | --------------------- | ------ | --------------------------------------------- |
| OBAKEIDORO!                                            | FREE STYLE                          | FREE STYLE                                      | Party                 | Nein   | 29. August 2019                               |
| Observer                                               | Bloober Team                        | Bloober Team                                    | Adventure             | Nein   | 7. Februar 2019                               |
| Oceanhorn: Monster of Uncharted Seas                   | Cornfox & Bros.                     | FDG Entertainment                               | Action                | Ja     | 22. Juni 2017 Retail: Juni 2018               |
| Octahedron: Transfixed Edition                         | Demimonde                           | Square Enix Collective Retail: Super Rare Games | Action-Adventure      | Ja     | 17. Januar 2018 Retail: 6. Februar 2020       |
| Octocopter: Double or Squids                           | Tacs Games                          | Tacs Games                                      | Rennspiel             | Nein   | 5. April 2018                                 |
| Octodad: Dadliest Catch                                | Young Horses Games                  | Young Horses Games                              | Adventure             | Nein   | 9. November 2017                              |
| Octogeddon                                             | All Yes Good                        | All Yes Good                                    | Action                | Nein   | 16. Mai 2019                                  |
| Octopath Traveler                                      | Square Enix                         | Square Enix                                     | Rollenspiel           | Ja     | 13. Juli 2018                                 |
| Odallus: The Dark Call                                 | Digerati                            | Digerati                                        | Adventure             | Nein   | 8. Februar 2019                               |
| Oddmar                                                 | Mobge                               | Mobge                                           | Adventure             | Nein   | 20. Februar 2020                              |
| Oddworld: Stranger's Wrath                             | Oddworld Inhabitants Just Add Water | Oddworld Inhabitants                            | Adventure             | Ja     | 23. Januar 2020                               |
| Oddworld: Munch’s Oddysee                              | Oddworld Inhabitants Just Add Water | Oddworld Inhabitants                            | Adventure             | Nein   | 14. Mai 2020                                  |
| Odium to the Core                                      | QubicGames                          | QubicGames                                      | Rhythmusspiel         | Nein   | 25. Dezember 2018                             |
| Of Mice and Sand: Revised                              | Arc System Works                    | Arc System Works                                | Simulation Strategie  | Nein   | 11. Januar 2018                               |
| Offroad Racing – Buggy X ATV X Moto                    | Microids                            | Microids                                        | Rennspiel             | Ja     | 19. Dezember 2019                             |
| Oh…Sir! The Hollywood Roast                            | Good Shepherd Entertainment         | Good Shepherd Entertainment                     | Simulation            | Nein   | 18. Januar 2018                               |
| Oh...Sir!! The Insult Simulator                        | Good Shepherd Entertainment         | Good Shepherd Entertainment                     | Simulation            | Nein   | 18. Januar 2018                               |
| Oh! Edo Towns                                          | Kairosoft                           | Kairosoft                                       | Strategie             | Nein   | 8. August 2019                                |
| Oh My Godheads: Party Edition                          |                                     | Square Enix                                     | Arcade Fighting       | Nein   | 25. September 2018                            |
| OK K.O.! Neue Helden braucht die Welt                  | Grumpyface                          | Outright Games                                  | Beat 'em up           | Nein   | 2. November 2018                              |
| Ōkami HD                                               | Clover Studio                       | Capcom                                          | Action-Adventure      | Nein   | 9. August 2018                                |
| OkunoKA                                                | Caracal Games Studio                | Ignition Publishing                             | Platformer            | Nein   | 30. November 2018                             |
| Old Man’s Journey                                      | Broken Rules                        | Broken Rules Retail: Red Art Games              | Adventure             | Ja     | 20. Februar 2018 Retail: 7. März 2019         |
| Old School Musical                                     | La Moutarde                         | Playdius                                        | Rhythmusspiel         | Nein   | 13. September 2018                            |
| Old School Racer 2                                     | Riddlersoft Games                   | Riddlersoft Games                               | Rennspiel             | Nein   | 18. Januar 2019                               |
| Mable & The Wood                                       | Triplevision Games                  | Graffiti Games                                  | Adventure             | Nein   | 10. Oktober 2019                              |
| OlliOlli: Switch Stance                                | Gambitious                          | Gambitious                                      | Sport                 | Nein   | 14. Februar 2019                              |
| One-Way Ticket                                         | Light & Digital Technology          | Zodiac Interactive                              | Visual Novel          | Nein   | 28. November 2019                             |
| Onimusha: Warlords                                     | Capcom                              | Capcom                                          | Adventure Hack & Slay | Nein   | 15. Januar 2019                               |
| Omega Labyrinth Life                                   | Matrix Software                     | D3 Publisher                                    | Rollenspiel           | Nein   | 1. August 2019                                |
| Omega Strike                                           | Woblyware                           | Digerati                                        | Action                | Nein   | 24. Dezember 2018                             |
| Omen Exitio: Plague                                    | Tiny Bull Studios                   | Forever Entertainment                           | Adventure Rollenspiel | Nein   | 19. September 2019                            |
| Omensight: Definitive Edition                          | Spearhead Games                     | Spearhead Games                                 | Adventure             | Nein   | 13. Dezember 2018                             |
| OMG Zombies!                                           | Laughing Jackal                     | Ghostlight                                      | Shoot 'em up          | Nein   | 26. März 2019                                 |
| OmoTomO                                                | Forever Entertainment               | Forever Entertainment                           | Puzzle                | Nein   | 23. Januar 2020                               |
| Omvorm                                                 | Forever Entertainment               | Forever Entertainment                           | Brettspiel            | Nein   | 17. September 2018                            |
| One Eyed Kutkh                                         | Sometimes You                       | Sometimes You                                   | Adventure             | Nein   | 9. März 2018                                  |
| One More Dungeon                                       | Stately Snail                       | Ratalakia Games                                 | Ego-Shooter           | Nein   | 15. Dezember 2017                             |
| One Night Stand                                        | Kinmoku                             | Ratalaika Games                                 | Visual Novel          | Nein   | 4. Oktober 2019                               |
| One Person Story                                       | Lampogolovii                        | Drageus Games                                   | Action-Adventure      | Nein   | 8. November 2019                              |
| One Piece: Unlimited World Red – Deluxe Edition        | Ganbarion                           | Bandai Namco Entertainment                      | Action-Adventure      | Ja     | 29. September 2017                            |
| One Piece: Pirate Warriors 3 – Deluxe Edition          | Omega Force                         | Bandai Namco Entertainment                      | Action-Adventure      | Ja     | 11. Mai 2018                                  |
| One Piece: Pirate Warriors 4                           | Omega Force                         | Bandai Namco Entertainment                      | Action-Adventure      | Ja     | 27. März 2020                                 |
| One Step From Eden                                     | Thomas Moon Kang                    | Humble Bundle                                   | Adventure             | Nein   | 26. März 2020                                 |
| One Strike                                             | QubicGames                          | QubicGames                                      | Fighting              | Nein   | 8. Juni 2018                                  |
| Onigiri                                                | CyberStep                           | CyberStep                                       | MMORPG                | Nein   | 30. Januar 2019                               |
| Oniken: Unstoppable Edition                            | Digerati                            | Digerati                                        | Action                | Nein   | 8. Februar 2019                               |
| ONINAKI                                                | Square Enix                         | Square Enix                                     | Action-Rollenspiel    | Ja     | 22. August 2019                               |
| oOo: Ascension                                         | Extra Mile Studios                  | Extra Mile Studios                              | Arcade                | Nein   | 4. Oktober 2018                               |
| Operation Hardcore                                     | Cosmocat                            | Greenlight Games                                | Shoot 'em up          | Nein   | 1. Juni 2018                                  |
| Operation Pig                                          | Vikalb                              | Vikalb                                          | Action                | Nein   | 7. August 2018                                |
| Operencia: The Stolen Sun                              | Zen Studios                         | Zen Studios                                     | Adventure Rollenspiel | Nein   | 31. März 2020                                 |
| OPUS: Rocket of Whispers                               | SIGONO                              | Flyhigh Works                                   | Adventure             | Nein   | 22. März 2018                                 |
| OPUS: The Day We Found Earth                           | SIGONO                              | Flyhigh Works                                   | Adventure             | Nein   | 30. November 2017                             |
| Orbitblazers                                           | ogsoftgames                         | ogsoftgames                                     | Rennspiel             | Nein   | 31. Januar 2020                               |
| Ori and the Blind Forest: Definitive Edition           | Moon Studios                        | Xbox Game Studios                               | Platformer            | Nein   | 27. September 2019                            |
| Orn: The Tiny Forest Sprite                            | Five12 Games                        | Five12 Games                                    | Platformer            | Nein   | 24. Januar 2020                               |
| Ostwind – Das Spiel                                    | EuroVideo                           | EuroVideo                                       | Adventure             | Ja     | 14. Dezember 2017                             |
| Othello                                                | Arc System Works                    | Arc System Works                                | Brettspiel            | Nein   | 3. März 2017                                  |
| Otherworldly                                           | Big Fish Games                      | Ultimate Games                                  | Adventure             | Nein   | 21. Februar 2020                              |
| Otokomizu                                              | Big Boys Studio                     | Step Cloud                                      | Action                | Nein   | 30. Oktober 2019                              |
| OTTTD: Over The Top Tower Defence                      | SMG Studio                          | SMG Studio                                      | Rollenspiel Strategie | Nein   | 6. Mai 2019                                   |
| Otto                                                   | 34BigThings                         | 34BigThings                                     | Puzzle                | Nein   | 8. Juni 2018                                  |
| Our Flick Erasers                                      | SAT-BOX                             | SAT-BOX                                         | Action                | Nein   | 9. August 2019                                |
| Our Two Bedroom Story                                  | Voltage                             | Voltage                                         | Visual Novel          | Nein   | 7. Mai 2020                                   |
| Out of The Box                                         | Raiser Games                        | Raiser Games                                    | Simulation            | Nein   | 22. August 2018                               |
| Out There: Ω The Alliance                              | Raw Fury                            | Raw Fury                                        | Adventure Rollenspiel | Nein   | 9. April 2019                                 |
| Outbuddies DX                                          | Julian Laufer                       | Headup Games                                    | Platformer            | Nein   | 5. Juni 2020                                  |
| Outlast: Bundle of Terror                              | Red Barrels                         | Red Barrels                                     | Survival Horror       | Nein   | 27. Februar 2018                              |
| Outlast 2                                              | Red Barrels                         | Red Barrels                                     | Survival Horror       | Nein   | 27. März 2018                                 |
| Overcooked: Special Edition                            | Ghost Town Games                    | Team17                                          | Simulation            | Ja     | 27. Juli 2017 Retail: 13. Februar 2018        |
| Overcooked 2                                           | Ghost Town Games                    | Team17                                          | Simulation            | Ja     | 7. August 2018                                |
| Overdriven Reloaded: Special Edition                   | TOMA Game Studio                    | Maïlys Brouste                                  | Shoot 'em up          | Nein   | 31. Dezember 2018                             |
| Overland                                               | Finji                               | Finji                                           | Strategie             | Nein   | 19. September 2019                            |
| Overlanders                                            | Run-Down Games                      | Run-Down Games                                  | Rennspiel             | Nein   | 14. November 2019                             |
| Overpass                                               | Zordix Racing                       | Bigben Interactive                              | Rennspiel             | Nein   | 12. Februar 2020                              |
| Override: Mech City Brawl – Super Charged Mega Edition | The Balance Inc                     | Modus Games                                     | Fighting              | Nein   | 15. Oktober 2019                              |
| Overwatch: Legendary Edition                           | Blizzard Entertainment              | Blizzard Entertainment                          | Ego-Shooter           | Ja     | 15. Oktober 2019 Retail nur als Download Code |
| OVERWHELM                                              | Alliance                            | Alliance                                        | Action                | Nein   | 5. April 2019                                 |
| Ovivo                                                  | Evgeniy Kolpakov                    | Evgeniy Kolpakov                                | Adventure Platformer  | Nein   | 3. Juli 2019                                  |
| Owlboy                                                 | D-Pad Studio                        | D-Pad Studio Retail: SOEDESCO                   | Platformer            | Ja     | 13. Februar 2018 Retail: 29. Mai 2018         |
| Oxenfree                                               | Night School Studio                 | Night School Studio                             | Adventure             | Nein   | 6. Oktober 2017                               |
| Oxjet                                                  | Upstairs Digital                    | Upstairs Digital                                | Action                | Nein   | 30. November 2018                             |